# Vinmonopolet
 (mai 2021).
Si vous disposez d'ouvrages ou d'articles de référence ou si vous connaissez des sites web de qualité traitant du thème abordé ici, merci de compléter l'article en donnant les références utiles à sa vérifiabilité et en les liant à la section « Notes et références ».

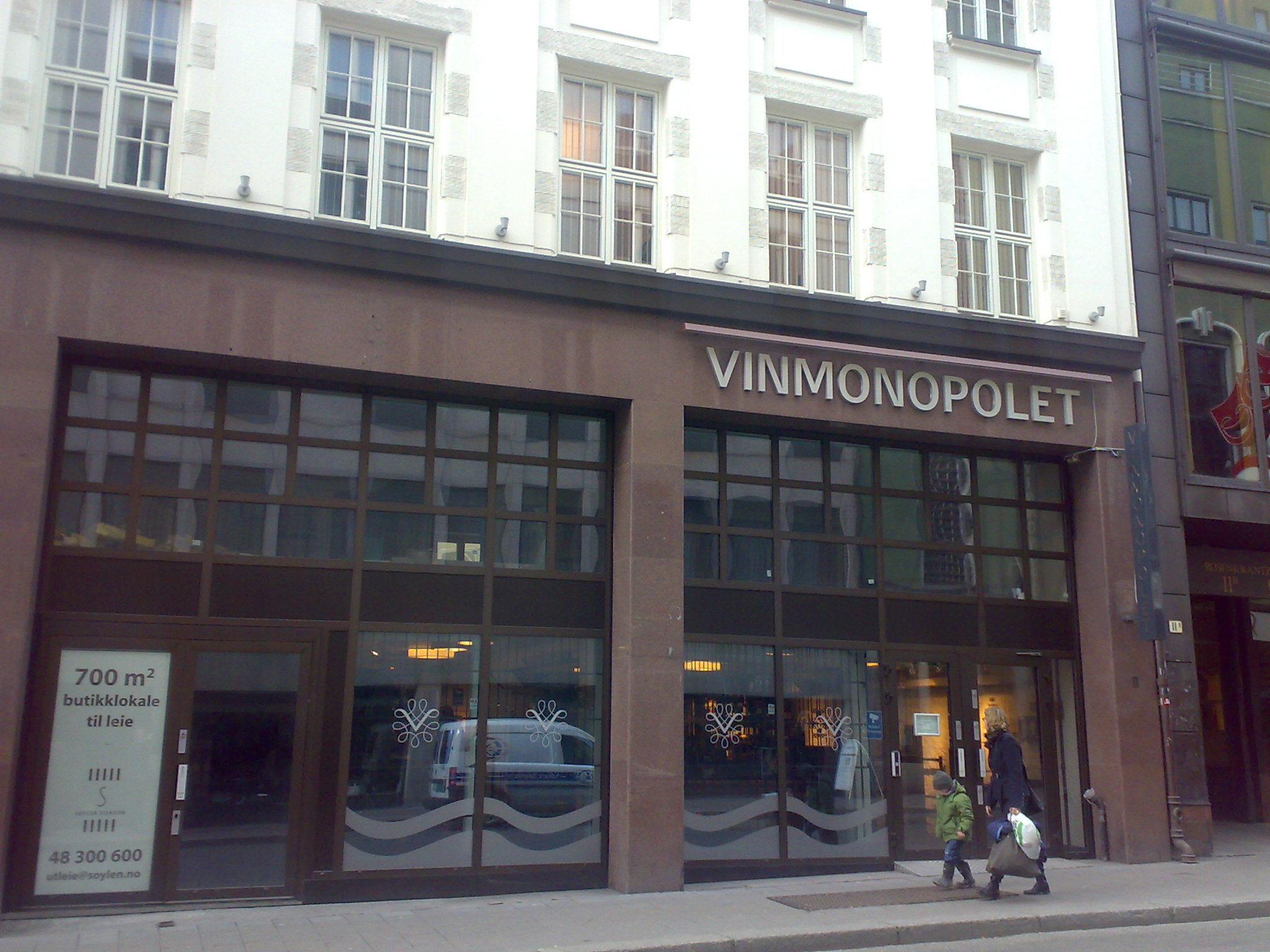
Magasin Vinmonopolet, Rosenkrantzgate à Oslo

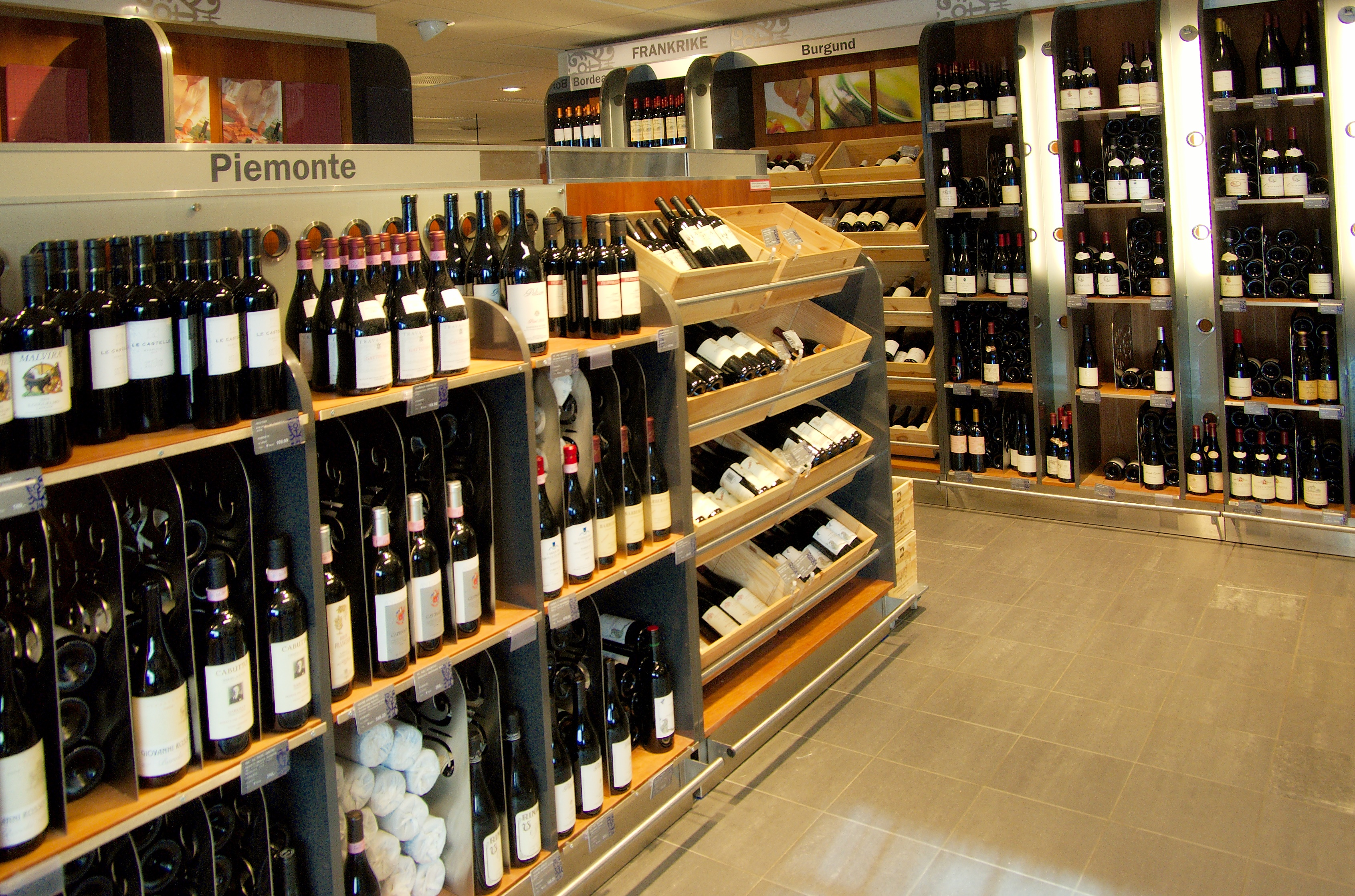
Magasin Vinmonopolet à Oslo

Vinmonopolet est une chaîne de magasins norvégienne spécialisée dans la vente au détail de boissons alcoolisées ou non. Elle a le monopole de la vente d'alcool en Norvège. C’est un organisme d’État dirigé par le ministère de la santé dont la création remonte à 1922. Jusqu’en 1996, elle contrôlait la production et l’importation des alcools en Norvège mais depuis cette date son pouvoir a été limité à la distribution. En 2006, on comptait près de 211 magasins, la quasi-totalité en libre-service ; près de 8 000 produits y sont référencés au total.
Aujourd'hui, le monopole du Vinmonopolet représente près de 80 % du marché total des vins, spiritueux et bières fortes en Norvège (plus de 4,75°). Les 20 % restants correspondent à la distribution d’alcool par les bars, restaurants et hôtels. 
Ce contrôle de l’État a pour but officiel d'empêcher des producteurs individuels d’alcool de produire des spiritueux de mauvaise qualité (la Russie connait le même problème). 
Les différences de prix de Vinmonopolet et des pays producteurs de vins sont flagrantes. En effet, une bouteille en France peut facilement voir son prix augmenter de trois, voire quatre, fois plus à Vinmonopolet, ce qui choque beaucoup les touristes et étrangers. Toutefois, l'inverse est également possible: les bouteilles issues de France de qualité supérieure sont bien souvent moins chères dans ces magasins que dans leur pays d'origine. Ceci attire les connaisseurs en vin des classes moyennes qui trouvent des bons rapports qualité-prix sur bon nombre de bouteilles.
Aussi, la possibilité d'importer individuellement son vin de l'étranger remonte seulement de quelques années : avant 2009, la loi norvégienne permettait seulement aux entreprises (Restaurants, bars, hôtels, Vinmonopolet...) d'importer du vin, et les particuliers devaient obtenir une permission spéciale du Ministère de la santé (Helsedirektorat). Depuis, les particuliers ont le droit d'importer du vin de l'étranger, en payant les taxes de douane élevées (environ 40 NOK = 5,1 €, peu importe la bouteille de vin) en raison de la non-appartenance de la Norvège à l'Union européenne.